# Hệ thống cảnh báo sóng thần

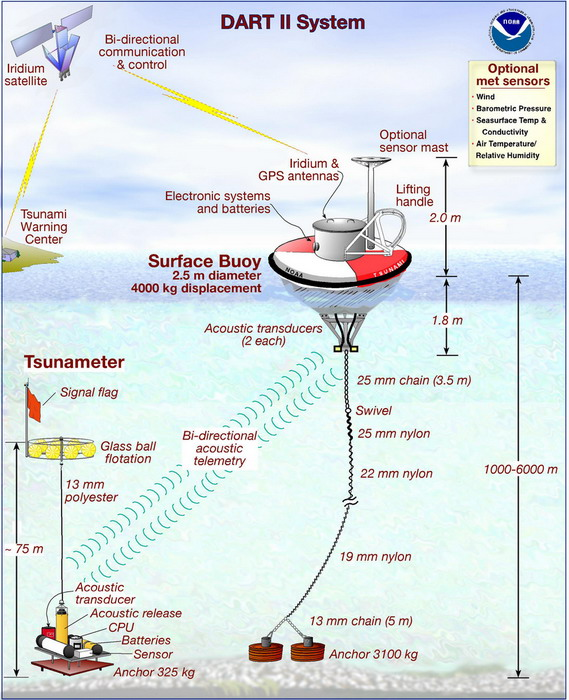
Sơ đồ trạm cảnh báo sóng thần đại dương DART II

Hệ thống Cảnh báo sóng thần, viết tắt là TWS (tsunami warning system) là hệ thống được được sử dụng để phát hiện sóng thần, và phát ra cảnh báo trước nhằm cố gắng để ngăn chặn hoặc giảm bớt tổn thất do sóng thần gây ra cho con người .

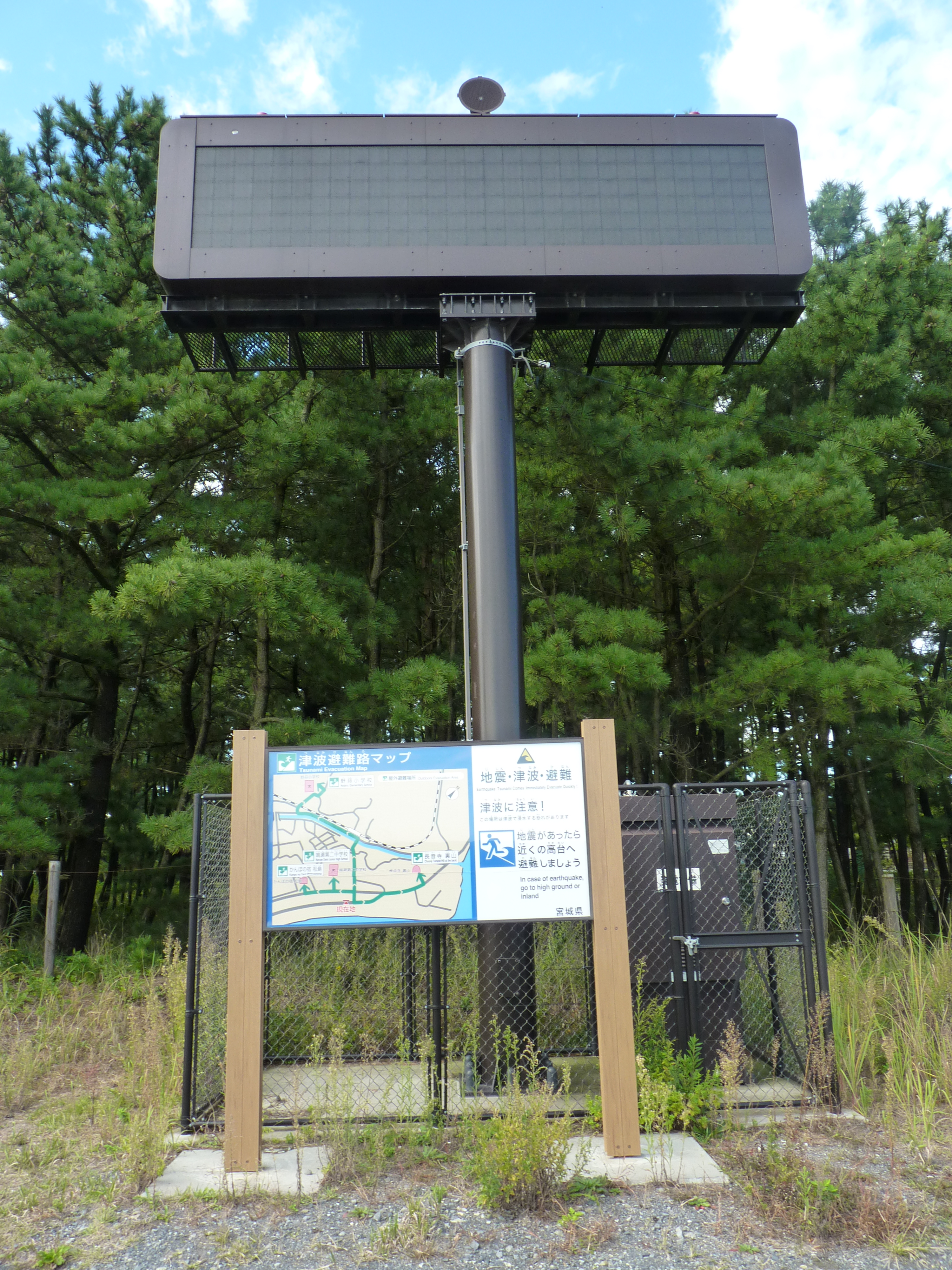
Trạm cảnh báo sóng thần bờ biển, ở Okumatsushima, Miyagi, Nhật Bản, nơi chịu tác động của động đất và sóng thần Tōhoku 2011.

Hệ thống Cảnh báo sóng thần được tạo thành từ các trạm quan sát đặt tại các vị trí thích hợp nhất, có chủ đích để phát hiện sóng thần sớm nhất. Trạm quan sát có hai thành phần quan trọng như nhau: một mạng lưới các cảm biến để phát hiện sóng thần, và một cơ sở hạ tầng thông tin liên lạc để phát báo động kịp thời đến các khu dân cư ven biển có thể bị ảnh hường thực hiện các di tản cần thiết.

## Hoạt động
Có hai loại riêng biệt của hệ thống cảnh báo sóng thần: Hệ thống quốc tế và hệ thống khu vực. Hệ thống khu vực hay địa phương, do các nước tự đặt và phục vụ trước hết cho vùng lãnh thổ liên quan. Hệ thống quốc tế giám sát các vùng đại dương rộng lớn và có liên quan đến nhau.
Trạm quan sát có hai cảm biến cơ bản là cảm biến địa chấn gắn vào nền đất đá và thu nhận sóng địa chấn, và cảm biến mực nước biển đặt ở phao nổi. Các cảm biến nối về bộ máy xử lý tín hiệu, và truyền số liệu về trung tâm hệ thống cảnh báo, thường là bằng liên lạc vệ tinh.
Trạm quan sát sóng thần có hai loại: Loại đặt trên bờ biển, và loại đặt ở đại dương. Các trạm ở đại dương thì bộ phận truyền số liệu đặt ở phao nổi, và cáp nối từ cảm biến địa chấn ở đáy biển có thể dài đến km, và kết nối giữa các thành phần có thể thực hiện bằng liên lạc siêu âm trong nước biển. Các trạm bờ biển thì tùy theo đặc điểm địa lý mà được bố trí ở cấp độ khác nhau: Tại đảo vắng thì chỉ là trạm quan trắc dữ liệu, còn tại vùng có dân cư thì đảm nhận cả việc phát cảnh báo bằng âm thanh, đèn và các dạng cảnh báo khác, và được kết nối vào mạng viễn thông.
Khi hoạt động, cảm biến địa chấn thu nhận sóng địa chấn, sẽ phát cảnh báo động đất khi thu nhận được mức tín hiệu đủ lớn. Sau đó, dữ liệu từ các quan sát cao độ mực nước biển (hoặc máy đo thủy triều ven bờ, phao DART) được sử dụng để xác minh sự tồn tại của một cơn sóng thần. Các hệ thống mới thì có đề xuất tăng thêm các thủ tục xác định cảnh báo để đạt độ tin cậy cao hơn. Ví dụ có thử nghiệm xác định tham số dao động gồm chu kỳ, tần số và năng lượng của sóng t (năng lượng động đất bị mắc kẹt trong kênh SOFAR biển sâu), là biểu hiện cường độ sóng thần của một trận động đất.

## Các hệ thống cảnh báo quốc tế

### Vùng Thái Bình Dương
Trung tâm Cảnh báo sóng thần Thái Bình Dương viết tắt là PTWC (Pacific Tsunami Warning Center), đảm trách cảnh báo sóng thần cho hầu hết các vùng biển Thái Bình Dương. Trung tâm do Cục Khí quyển và Đại dương quốc gia Hoa Kỳ (NOAA, National Oceanic and Atmospheric Administration) điều hành, đặt tại Bãi biển Ewa, Hawaii. PTWC được thành lập vào năm 1949, sau trận động đất năm 1946 ở Quần đảo Aleut và sóng thần dẫn đến thương vong 165 người ở Hawaii và Alaska.
Trung tâm Cảnh báo sóng thần quốc gia Hoa Kỳ viết tắt là NTWC (National Tsunami Warning Center), đặt tại Palmer, Alaska, được thành lập vào năm 1967. Ngày nay NTWC đảm trách cảnh báo cho các vùng bờ biển phía tây của Bắc Mỹ, bao gồm Alaska, British Columbia, Oregon và California.
Các phối hợp quốc tế được thực hiện thông qua "Nhóm Điều phối Quốc tế về Hệ thống cảnh báo sóng thần Thái Bình Dương", được thành lập bởi Ủy ban Hải dương học Liên chính phủ của UNESCO .

### Vùng Ấn Độ Dương
Hệ thống Cảnh báo sóng thần Ấn Độ Dương được thiết lập sau trận động đất và sóng thần Ấn Độ Dương 2004, thảm họa đã giết chết gần 250.000 người .
Một hội nghị của Liên Hợp Quốc đã được tổ chức vào tháng 1 năm 2005 tại Kobe, Nhật Bản, thiết lập ra hệ thống cảnh báo này. Quyết định đó như là một bước đầu tiên hướng tới một Chương trình Cảnh báo sớm Quốc tế (International Early Warning Programme) mà Liên Hợp Quốc cần thiết lập một hệ thống cảnh báo sóng thần ở đây. Điều này sau đó dẫn đến một hệ thống cảnh báo ở Indonesia và các khu vực có ảnh hưởng khác .

### Vùng Caribe
Vùng Caribe